# Campeonato Paulista de Futebol Sub-17
O Campeonato Paulista de Futebol Sub-17, também conhecido como Campeonato Paulista Categoria Juvenil, é uma competição futebolistica realizada pela FPF, que conta com a participação de jogadores de até 17 anos de idade. O jogador que mais marcou gols em uma edição, foi Gabriel Jesus, pelo Palmeiras, marcando 37 gols em 22 jogos em 2014.